# ミズーリ・ブレイク
『ミズーリ・ブレイク』（The Missouri Breaks）は1976年のアメリカ合衆国の映画。出演はマーロン・ブランドやジャック・ニコルソンなど。
映画のタイトルは、ミズーリ川が何十年もの間に無数の深い切り傷（ブレイク）を加えてきた、モンタナ州北中部の非常に起伏の激しい地域を示している。

## ストーリー
西部開拓時代の末期。ミズーリ州の牧場主デイヴィッド・ブラクストンと牧童頭のピート・マーカーは、敷地に侵入してきた馬泥棒を捕らえて吊るし首にした。それに対し、馬泥棒一味のリーダーであるトム・ローガンは、仲間たちを率いてマーカーを血祭りにあげ、報復を開始。ローガンたちの動きを警戒したブラクストンは、“ワイオミングの整理屋”とあだ名される殺し屋リー・クレイトンを雇い、一味の襲撃に備えるのだった。ローガンの仲間たちを１人、また１人と始末していくクレイトン。そんななか、ブラクストンの愛娘ジェーンが、あろうことかローガンに恋をしてしまい…。

## キャスト
| 役名                     | 俳優                         | 日本語吹替                         |
| 役名                     | 俳優                         | TBS版                              |
| ------------------------ | ---------------------------- | ---------------------------------- |
| リー・クレイトン         | マーロン・ブランド           | 田口計                             |
| トム・ローガン           | ジャック・ニコルソン         | 樋浦勉                             |
| リトル・トッド           | ランディ・クエイド           | 井上真樹夫                         |
| ジェーン・ブラックストン | キャスリーン・ロイド         | 芝田清子                           |
| ケーリー                 | フレデリック・フォレスト     | 幹本雄之                           |
| キャル                   | ハリー・ディーン・スタントン | 杉田俊也                           |
| デビッド・ブラックストン | ジョン・マクリアム           | 宮内幸平                           |
| サイ                     | ジョン・P・ライアン          | 飯塚昭三                           |
| ハンク・レイト           | サム・ギルマン               | 阪脩                               |
| 牧場主                   | ジェームズ・グリーン         | 水鳥鉄夫                           |
| 牧場主の妻               | ルアナ・アンダース           | 鈴木れい子                         |
| サンディ                 | ハンター・ヴォン・リール     | 山本敏之                           |
| ウッドラフ               | ヴァージル・フライ           | 長堀芳夫                           |
| バーン                   | ヴァーン・チャンドラー       | 野本礼三                           |
| 孤独な子供               | スティーヴ・フランケン       |                                    |
| 演出                     | 演出                         | 小林守夫                           |
| 翻訳                     | 翻訳                         | 進藤光太                           |
| 効果                     |                              |                                    |
| 調整                     |                              |                                    |
| 制作                     | 制作                         | 東北新社                           |
| 解説                     | 解説                         | 荻昌弘                             |
| 初回放送                 | 初回放送                     | 1980年3月17日 『月曜ロードショー』 |

※BD収録。ただし、初回時の音源ではなく一般公募を行うも発見できなかったため、再放送時の短縮版音源（正味約70分）である。

## スタッフ
- 監督：アーサー・ペン
- 製作：エリオット・カストナー、ロバート・M・シャーマン
- 脚本：トーマス・マクゲイン
- 撮影：マイケル・C・バトラー
- 編集：ジェラルド・B・グリーンバーグ
- 音楽：ジョン・ウィリアムズ